# Benedicte Wrensted
Benedicte Wrensted (10 février 1859 - 19 janvier 1949) est une photographe dano-américaine principalement connue pour ses portraits d'Amérindiens de l'Idaho.

## Biographie
Née le 10 février 1859 à Hjørring au Danemark, Benedicte Marie Wrensted grandit à Frederikshavn. Elle apprend la photographie dans les années 1880 auprès de sa tante, Charlotte Borgen, puis tient un studio de photographie à Horsens. Son père meurt en 1892 et en 1894, elle émigre avec sa mère aux États-Unis et s'installe à Pocatello dans l'Idaho où vit déjà son frère Peter. Elle y acquiert un studio de photographie et réalise des portraits à la fois d'Euro-Américains et d'Amérindiens.
En 1912, elle met fin à sa carrière de photographe et part s'installer en Californie. Elle meurt le 19 janvier 1949 à Los Angeles.

## Galerie